# Helpaphorus griveaudi
Helpaphorus griveaudi là một loài bướm đêm thuộc họ Pterophoridae. Nó được biết đến ở Madagascar.